# Streblosoma longa
Streblosoma longa är en ringmaskart som beskrevs av Mohammad 1973. Streblosoma longa ingår i släktet Streblosoma och familjen Terebellidae. Inga underarter finns listade i Catalogue of Life.